# Az év magyar röplabdázója
Az év magyar röplabdázója címet 1964 óta ítéli oda a Magyar Röplabda Szövetség. A díjat legtöbb alkalommal Buzek László és Kántor Sándor (8-8) valamint Bardi Gyöngyi és Sebők Éva (5-5) nyerte el. 2019-ben a díjakat Szalayné Sebők Éváról és Tatár Mihályról nevezték el.

## Díjazottak
|      | Röplabda              | Röplabda            | Strandröplabda               | Strandröplabda                       |
| Év   | Férfiak               | Nők                 | Férfiak                      | Nők                                  |
| 1964 | Tatár Mihály          | Fekete Judit        | –                            | –                                    |
| 1965 | Tatár Mihály          | Medgyesi Julianna   | –                            | –                                    |
| 1966 | Tatár Mihály          | Medgyesi Julianna   | –                            | –                                    |
| 1967 | Buzek László          | nem volt díjazott   | –                            | –                                    |
| 1968 | Buzek László          | nem volt díjazott   | –                            | –                                    |
| 1969 | Buzek László          | Sebők Éva           | –                            | –                                    |
| 1970 | Buzek László          | Sebők Éva           | –                            | –                                    |
| 1971 | Tatár Mihály          | Sebők Éva           | –                            | –                                    |
| 1972 | Kovács Károly         | Eichler Katalin     | –                            | –                                    |
| 1973 | Sárosi György         | Sebők Éva           | –                            | –                                    |
| 1974 | Czakó Kálmán          | Schlégl Judit       | –                            | –                                    |
| 1975 | nem volt díjazott     | Bánhegyi Emilné     | –                            | –                                    |
| 1976 | Kovács Károly         | Torma Ágnes         | –                            | –                                    |
| 1977 | Mondi József          | Csapó Gabriella     | –                            | –                                    |
| 1978 | Buzek László          | Torma Ágnes         | –                            | –                                    |
| 1979 | Buzek László          | Csapó Gabriella     | –                            | –                                    |
| 1980 | Buzek László          | Sebők Éva           | –                            | –                                    |
| 1981 | Buzek László          | Bardi Gyöngyi       | –                            | –                                    |
| 1982 | Bogár Géza            | Bardi Gyöngyi       | –                            | –                                    |
| 1983 | Szabó Kálmán          | Bardi Gyöngyi       | –                            | –                                    |
| 1984 | Grózer György         | Torma Ágnes         | –                            | –                                    |
| 1985 | Szabó Kálmán          | Torma Ágnes         | –                            | –                                    |
| 1986 | Szabó Kálmán          | Bardi Gyöngyi       | –                            | –                                    |
| 1987 | Demeter György        | Chumpitaz Rachel    | –                            | –                                    |
| 1988 | Novák László          | Bóta Enikő          | –                            | –                                    |
| 1989 | Király Zsolt          | Fellegvári Teodóra  | –                            | –                                    |
| 1990 | Király Zsolt          | Benőfi Katalin      | –                            | –                                    |
| 1991 | Kántor Sándor         | Fésüs Erzsébet      | –                            | –                                    |
| 1992 | Kántor Sándor         | Kastner Veronika    | Gulyás Ferenc                | Szikora Ildikó                       |
| 1993 | Kántor Sándor         | Kastner Veronika    |                              |                                      |
| 1994 | Kántor Sándor         | Bardi Gyöngyi       |                              |                                      |
| 1995 | Hulmann Zsolt         | Vojth Ildikó        |                              |                                      |
| 1996 | Schildkraut Krisztián | Dambendzet Nathalie |                              |                                      |
| 1997 | Tomanóczy Tibor       | Tímár Edit          |                              |                                      |
| 1998 | Mészáros Péter        | Jáka Zsuzsanna      |                              |                                      |
| 1999 | Mészáros Péter        | Battlay Krisztina   |                              |                                      |
| 2000 | Mészáros Péter        | Balogh Erika        |                              |                                      |
| 2001 | Kántor Sándor         | Balogh Erika        | Rácz László, Buday Balázs    | Mátrai Beáta, Selmeczi Zsuzsa        |
| 2002 | Kántor Sándor         | Nagy Mariann        | Szűcs Imre, Nagy Péter       | Nagy Krisztina, Schlégl Katalin      |
| 2003 | Koch Róbert           | Balogh Erika        |                              |                                      |
| 2004 | Tomanóczy Tibor       | Czakó Mária         | Csala Bernát, Somodi István  | Nagy Krisztina, Pethő Anita          |
| 2005 | Tomanóczy Tibor       | Józsa Zsuzsanna     |                              |                                      |
| 2006 | Tomanóczy Tibor       | Tóth Andrea         |                              |                                      |
| 2007 | Kántor Sándor         | Balogh Erika        | Koch Róbert, Nagy Péter      | Józsa Zsuzsanna, Dambendzet Nathalie |
| 2008 | Szabó Gábor           | Mátrai Veronika     | Bagics Balázs, Tóth Gábor    | Héjjas Valéria, Pethő Anita          |
| 2009 | Kántor Sándor         | Sándor Renáta       | Bagics Bence, Tóth Gábor     | Dambendzet Nathalie, Józsa Zsuzsanna |
| 2010 | Tóth Gábor            | Sándor Renáta       |                              |                                      |
| 2011 | Geiger András         | Horváth Dóra        |                              |                                      |
| 2012 | Veres Péter           | Liliom Rita         | Vocskó Máté, Horváth Balázs  | Gudmann Csilla, Szombathelyi Szandra |
| 2013 | Geiger András         | Sándor Renáta       |                              |                                      |
| 2014 | Pádár Krisztián       | Tálas Zsuzsanna     | Kaszap Tamás                 | Szombathelyi Szandra                 |
| 2015 | Bagics Balázs         | Sándor Renáta       | Meszlényi Tamás, Soós Izsák  | Lutter Eszter, Lakatos Enikő         |
| 2016 | Dávid Zoltán          | Szakmáry Gréta      | Bagics Balázs, Tóth András   | Lakatos Enikő, Lutter Eszter         |
| 2017 | Keen Cameron          | Szakmáry Gréta      | Bagics Balázs, Nacsa Gábor   | Lakatos Enikő, Lutter Eszter         |
| 2018 | Nagy Péter            | Molcsányi Rita      | Hajós Artúr, Stréli Bence    | Szombathelyi Szandra, Lutter Eszter  |
| 2019 | Dávid Csanád          | Németh Anett        | Kiss Dániel, Bán Viktor      | Szombathelyi Szandra, Lutter Eszter  |
| 2020 | nem volt díjazott     | nem volt díjazott   | Hajós Artúr, Stréli Bence    | Vaida Beáta, Vecsey Fanni            |
| 2021 | Magyar Bálint         | Szakmáry Gréta      | Hajós Artúr, Stréli Bence    | Szombathelyi Szandra, Villám Lilla   |
| 2022 | Kovács Zoltán         | Fábián Fanny        | Hajós Artúr, Stréli Bence    | Szombathelyi Szandra, Villám Lilla   |
| 2023 | Bögöly Gábor          | Németh Anett (2)    | Hajós Artúr, Stréli Bence    | Villám Lilla, Vaida Beáta            |
| 2024 | Keen Cameron          | Németh Anett (3)    | Dóczi Domonkos, Stréli Bence | Villám Lilla, Vaida Beáta            |